# Gnatholycosa
Gnatholycosa là một chi nhện trong họ Lycosidae.